# Kaamelott (bande dessinée)
Pour les articles homonymes, voir Kaamelott (homonymie).
Kaamelott est une série de bande dessinée écrite par Alexandre Astier et dessinée par Steven Dupré, adaptée de la série télévisée Kaamelott.

## Synopsis
Directement inspirée de la série télévisée éponyme, Kaamelott décrit la vie quotidienne du roi Arthur et de ses Chevaliers de la Table ronde, incapables, pleutres ou violents. La bande dessinée permet de repousser les frontières des possibilités narratives imposées par le format télévisé. En effet, l’histoire revêt un aspect plus « heroic fantasy » que la série télévisée et permet donc au lecteur de parcourir nombre de décors extérieurs et de situations irréalisables à la télévision – comme une avalanche engloutissant le roi et ses amis dans le premier tome, L’Armée du nécromant.
La série de bande dessinée Kaamelott propose une histoire complète par tome, parallèlement à la série télévisée, avec les mêmes personnages, les mêmes comportements, mais avec cette fois une issue variable : le dénouement de L’Armée du nécromant est ainsi favorable aux personnages, le succès est enfin au rendez-vous.

## Analyse
« Cette aventure, contemporaine du Livre I de la série télévisée, s’inscrit dans la grande épopée de Kaamelott, alors qu’Arthur vient de construire sa forteresse et d’instituer les réunions de la Table ronde. »

— prologue de la bande dessinée
Les personnages sont présents dans des histoires complètes (une par tome) et parallèles au Livre I de la série télévisée.
Les auteurs ont signé pour trois tomes, qui seront publiés à raison d’un par an.
À partir du tome 3, Steven Dupré se fait aider pour la plupart des décors par un assistant.

## Albums
Entre parenthèses, les chiffres de ventes librairies et de grandes surfaces en France.
1. L'Armée du nécromant, 2006 (122 000+, édition de luxe 7 000+)
2. Les Sièges de transport, 2007 (63 000+, édition de luxe 4 000+)
3. L'Énigme du coffre, 2008 (39 000+, édition de luxe 2 000+)
4. Perceval et le dragon d'airain, 2009 (21 000+, édition de luxe 1 000+)
5. Le Serpent géant du lac de l'Ombre, 2010
6. Le Duel des mages, 2011
7. Contre-attaque en Carmélide, 2013
8. L'Antre du basilic, 2018
9. Les Renforts maléfiques, 10 juin 2020
10. Karadoc et l'Icosaèdre, 25 janvier 2023

## Publication

### Éditeur
- Casterman : première édition des tomes 1 à 10.

Une édition de luxe en noir et blanc des quatre premiers tomes est sortie en tirage limité, proposant en supplément 16 pages de documents inédits (croquis, interviews…).
Le premier tome, édition de luxe, existe avec l'ensemble du texte relié à l'envers par rapport à la couverture rigide.